# Ceatalchioi
Ceatalchioi è un comune della Romania di 759 abitanti, ubicato nel distretto di Tulcea, nella regione storica della Dobrugia. 
Il comune è formato dall'unione di 4 villaggi: Ceatalchioi, Pătlăgeanca, Plauru, Sălceni.
Ceatalchioi si trova sulla riva destra del cosiddetto Ramo di Chilia del Danubio, che qui fa da confine con l'Ucraina.